# Активный ярко-голубой КХ
Активный ярко-голубой КХ (3′-(3,5-дихлортриазолиламино)-4-фениламино-1-аминоантрахинон-2-сульфокислоты динатриевая соль) — органическое соединение с химической формулой C23H12Cl2N6Na2O8S2, дихлортриазиновый активный краситель, придающий целлюлозе ярко-голубой цвет с красноватым оттенком. Как и другие триазиновые активные красители, закрепляется в процессе взаимодействия с красителем функциональных групп волокна (или иного окрашиваемого материала) с образованием ковалентной связи.
Активный ярко-голубой КХ не отличается по цветовым характеристикам от Активного ярко-голубого К, монохлортриазинового красителя практически того же состава. Дихлор- от монохлортриазиновых красителей отличают более мягкие условия крашения, бо́льшее сродство к субстрату, меньшая ровняющая способность.
Дихлортриазиновые активные красители химически взаимодействуют с субстратом в мягких условиях («Х» в названии обозначает окрашивание из «холодной» ванны). При 20—30 °C, в присутствии щелочного агента, в гидрокси- или аминогруппе окрашиваемого вещества атом водорода замещается на остаток красителя, то есть вместо связи триазинового фрагмента красителя с одним из атомов хлора образуется связь с азотом или кислородом соответствующих групп окрашиваемого субстрата (второй хлор-заместитель может взаимодествовать так же или гидролизовываться).

## Свойства
Порошок синего цвета, растворим в воде. pH водного раствора составляет 5,5—6,5.

## Получение

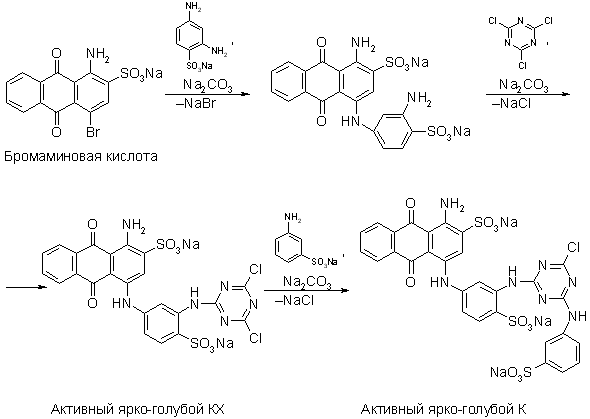
Схема синтеза Активного ярко-голубого КХ и Активного ярко-голубого К

Активный ярко-голубой КХ получают взаимодействием бромаминовой кислоты и 2,4-диаминобензолсульфокислоты с последующим ацилированием полученного продукта цианурхлоридом.
Образовавшийся Активный ярко-голубой КХ может быть выделен, а может быть подвергнут обработке метаниловой кислотой при 40 °C с постепенным добавлением раствора соды для поддержания pH. В этом случае из него образуется монохлортриазиновый краситель Активный ярко-голубой К.
Активный ярко-голубой КХ в СССР для крашения выпускался в порошковой форме, содержащей 79,2 % красителя, остальное — смесь одно- и двузамещённого фосфатов калия.

## Применение
Используется для окрашивания вискозы, натурального шёлка и хлопка.